# Geografia d'Europa

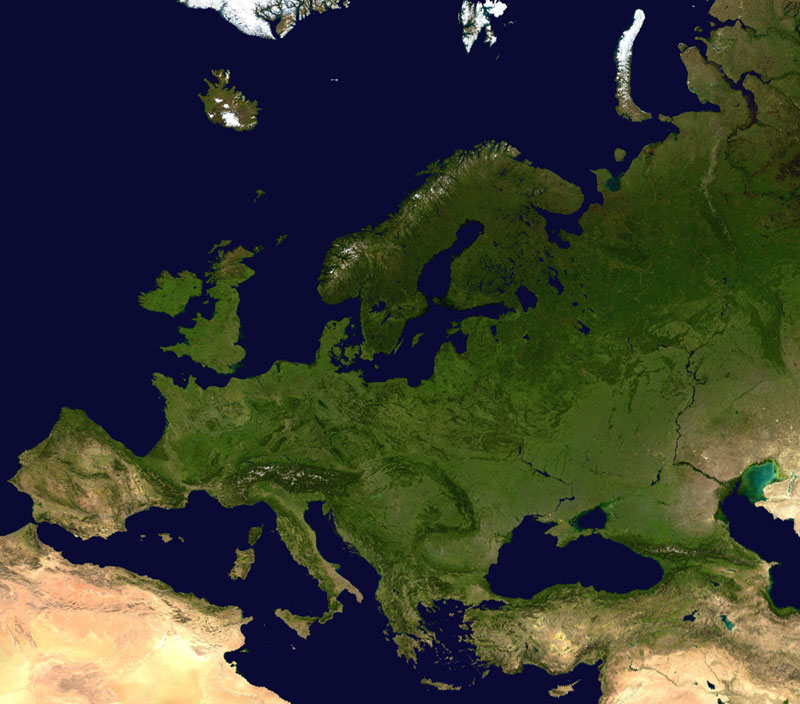
Imatge per satèl·lit d'Europa

Europa és el segon continent més petit del món, després d'Oceania; té una extensió de 10.359.358 km², el que representa el 7% de les terres emergides. En l'actualitat està compost per 49 països, incloent Rússia i Turquia, encara que la major part dels seus territoris siguen asiàtics. La seua distància màxima de Nord a Sud és de 4.300 km i d'Est a Oest de 5.600 km. Se situa en l'Hemisferi Nord. Està unit a Àsia, i configura una enorme península dins del que es denomina Euràsia; deu les seues característiques d'individualitat, a més dels elements físics, a trets d'ordre històric i humà.
Limita amb el mar per tres dels quatre punts cardinals. A grans trets, amb l'oceà Àrtic al nord, l'oceà Atlàntic a l'oest i la mar Mediterrània al sud, cosa que evidencia una importantíssima influència oceànica, atesa la seua àmplia façana, formada per quasi 38.000 km de costes i que, a més, l'arriba a caracteritzar com un dels trets físics més importants, que determina el clima en la major part del continent. A l'est el límit és continental, i la major part dels geògrafs el situen al peu oriental dels Urals fins a arribar al mar de Màrmara.
El continent es caracteritza també per posseir una gran part de terrenys massissos però als quals es contraposa una part molt més articulada, composta per illes i penínsules. Les illes representen el 8% i les penínsules el 27% d'Europa. El contorn d'aquestes illes i penínsules és molt divers i accidentat per la gran extensió de les seues costes.

## Europa com a concepte geogràfic

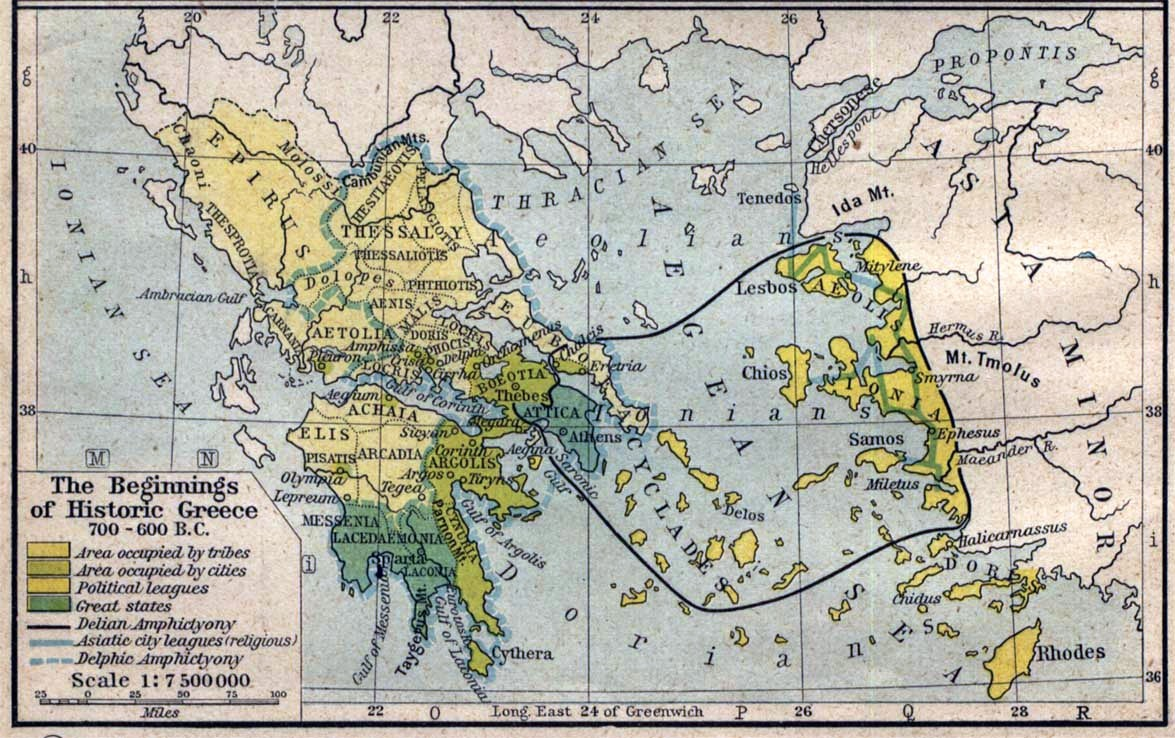
Grècia, bressol de la civilització europea.

El concepte geogràfic d'Europa ha tingut molts i diversos significats al llarg de la història. Se n'ha debatut tant les fronteres físiques com el concepte polític i cultural associat a la idea d'Europa. Durant 2.500 anys ha estat una àrea dividida i disputada. Malgrat les diferències, es va intentar establir objectius precisos per a l'entitat europea amb la finalitat d'assolir certa homogeneïtat dins de l'heterogeneïtat del continent.
Amb l'expansió de l'Imperi Romà va nàixer la idea de la civilització romana que unia Europa; més tard la Cristiandat va prendre gran importància com a element formatiu de la consciència europea. Ja en el segle XVI el renaixement proporcionaria l'optimisme necessari per a la formació d'un model modern d'Europa a escala mundial.
L'origen de la paraula arriba de l'antiga Grècia, però no se sap amb exactitud quan es va començar a denominar Europa. La primera referència arriba amb l'obra d'Heròdot, que presta molta atenció a la divisió tripartida del món de l'època (s. V a C). Aquesta divisió era «Àsia», «Líbia» i «Europa», encara que Heròdot no coneix el seu origen. Aquesta divisió del món va ser per si mateixa una construcció europea.
Els antics contrastos entre Europa i Àsia queden exemplificats per Heròdot en les seues descripcions de les guerres entre grecs i perses (guerres mèdiques), i probablement, el sorgiment del concepte Europa tinga a veure amb aquests enfrontaments. Aquestes tesis argumenten entorn de símbols que apareixen en els informes d'Heròdot que parlen del segrest de la filla del rei de Tir en venjança pel sobtat atac a una de les seues possessions per part de mercaders fenicis (la filla es diu Europa). Paral·lela és la llegenda grega de Zeus, que s'enamora d'Europa, filla del rei fenici de Tir. Zeus adopta la forma de toro per a raptar-la i emportar-la a Creta on procrearan tres fills que estenen l'estirp d'Europa pels territoris occidentals coneguts.
Altra teoria, defensada per Deu Boer, és que la paraula Europa procediria d'una derivació d'una paraula fenícia traduïda com la terra del capvespre (probablement els fenicis, al viatjar a l'oest, veien com s'anava allargant el capvespre a mesura que navegaven si embarcaven tard de les metròpolis fenícies), el que indica que aquest concepte procediria d'Àsia. Tan solament queda clar que en l'entorn mediterrani sorgeix la civilització. Europa és una idea grega destinada a individualitzar perfectament on sorgeix la seua civilització d'Àsia. A més volien que aquest concepte definira a un món nou. Amb la civilització romana, aquesta idea continua, traslladant-se el nucli central a la península Itàlica. El cristianisme realitza una unificació religiosa, i en poc temps s'identifica als territoris occidentals amb la religió cristiana i comença a donar-se el contrast entre occident cristià i orient islàmic. Europa es va concretar més des del punt de vista religiós que geogràfic durant l'edat mitjana.
Els avanços cartogràfics del segle xviii i del segle xix permeten delimitar millor les fronteres; a més, la geografia va començar a donar-se com disciplina científica i en l'època dels descobriments Europa està molt bé coneguda i consolidada, però s'inicia un procés d'europeïtzació associant la idea d'Europa amb progrés.
Sorgeix altra problemàtica, la que tracta sobre que altres territoris de cultura occidental d'Amèrica i Oceania podien ser europeus també, ja que estan units a la cultura europea i al progrés, entenent-se que Europa no és solament una realitat física sinó també una realitat social.
Linwin comenta que Europa és una idea política i apassionada en l'actualitat. El pes geogràfic és molt important però el cultural és encara major, puix és el que en realitat li dona autèntica unitat. Europa es caracteritza per la diversitat d'idees que engendra el seu concepte. La idea d'Europa en l'actualitat està molt lligada a la idea política, representada actualment per la Unió Europea.

## Geologia i relleu

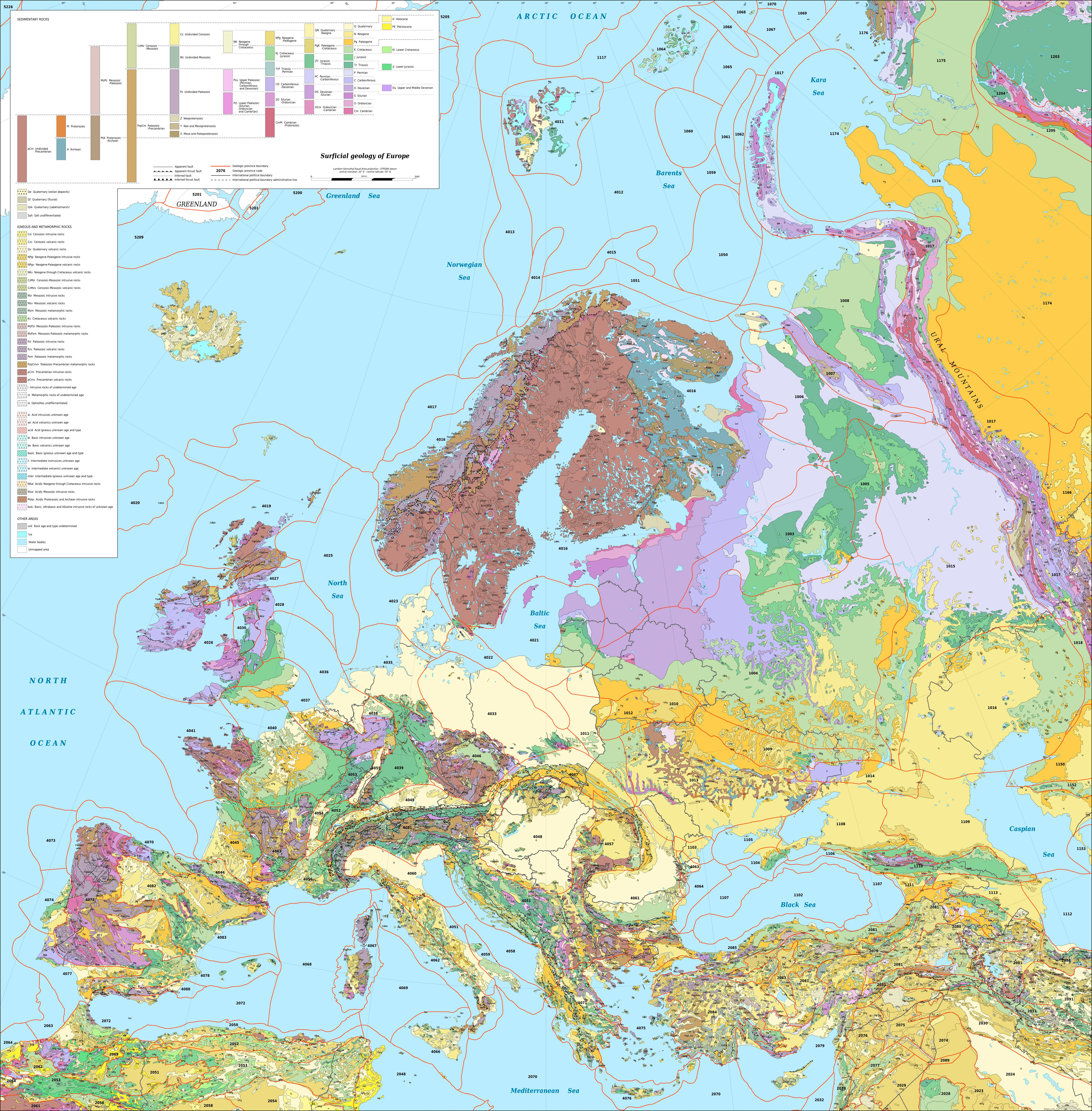
Geologia de la superfície d'Europa.

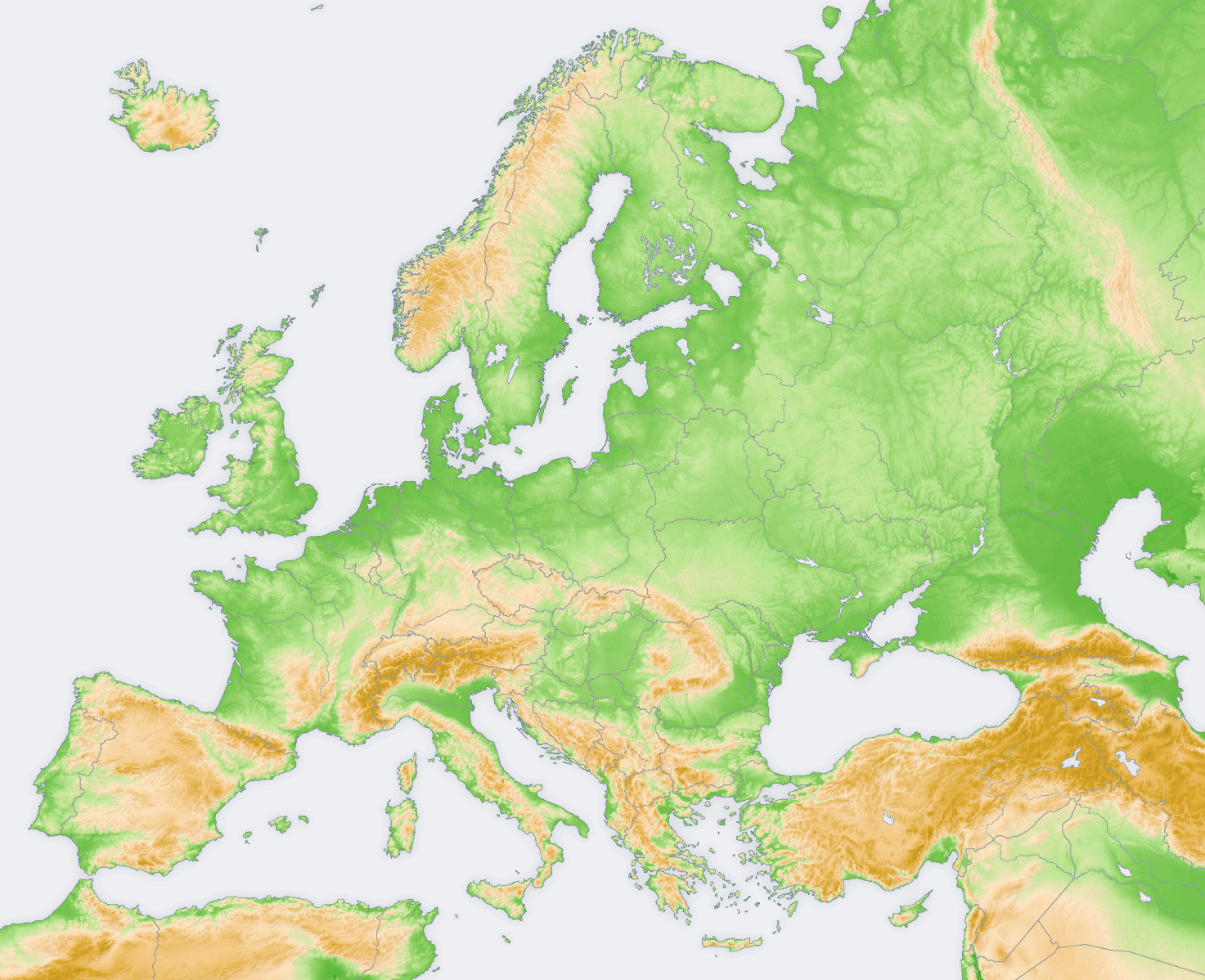
Topografia d'Europa.

La geologia d'Europa és variada i complexa, i dona peu a l'àmplia varietat de paisatges del continent, que van des de les terres altes d'Escòcia fins a les planes ondulades d'Hongria. La característica més destacable d'Europa és el contrast entre l'Europa del Sud, que és plena d'altiplans i muntanyes, i una vasta plana septentrional, parcialment submergida, que s'estén des de la Gran Bretanya a l'oest fins als Urals a l'est. Aquestes dues meitats estan separades pels Pirineus i la serralada formada pels Alps i els Carpats. Les planes septentrionals estan limitades a l'oest pels Alps Escandinaus i les parts muntanyoses de les illes Britàniques, mentre que la fi de la regió muntanyosa meridional és marcada pel mar Mediterrani. El mar Cèltic, el mar del Nord, el mar de Barentsz i el complex del mar Bàltic són algunes masses d'aigua somes que submergeixen parts de les planes septentrionals.
També és el continent més pla, amb una altitud mitjana de 230 metres. La màxima expressió d'aquestes planures és la Gran Plana del Nord, que s'estén 2.000 km des de les costes atlàntiques franceses fins als Urals, la frontera física amb Àsia. Els punts més alts són el mont Elbrus (Rússia) a Europa oriental (5.642 m), el Shkhara (Geòrgia) (5.204 m) i el Mont Blanc (França) a Europa occidental (4.807 m).
Entre els golfs d'Europa destaquen el Golf de Biscaia (França-Espanya) i el Golf de Bòtnia (Suècia-Finlàndia). Els estrets europeus més importants són el Pas de Calais (França-Regne Unit), el de Gibraltar (Espanya-El Marroc), el de Dardanels (Turquia), el del Bòsfor (Turquia), el de Messina (Itàlia), el d'Oresund (Dinamarca-Suècia), etc.
Les seves principals penínsules són l'Escandinava, Ibèrica, Itàlica i Balcànica, a més de les penínsules de Kola (Rússia), Jutlàndia (Dinamarca), Bretanya (França) i Crimea (Ucraïna).
Les seves principals illes són:
1. Gran Bretanya, amb més de 218.000 km², és part del Regne Unit.
2. Islàndia, amb més de 103.000 km², constituïda com República d'Islàndia.
3. Irlanda, amb més de 70.000 km², la major part del qual pertany a la República d'Irlanda i la porció nord-oriental al Regne Unit.
4. Sicília, amb més de 25.000 km², és part d'Itàlia.
5. Sardenya, amb més de 24.000 km², és part d'Itàlia.
6. Còrsega, amb més de 8.700 km², és part de França.
7. Creta, amb més de 8.300 km², és part de Grècia.
8. Sjælland, amb més de 7.500 km², és part de Dinamarca.
9. Eubea, amb més de 3.900 km², és part de Grècia.
10. Mallorca, amb més de 3.600 km², és part de l'estat espanyol.
11. Fiònia, amb més de 3.400 km², és part de Dinamarca.

## Història geològica

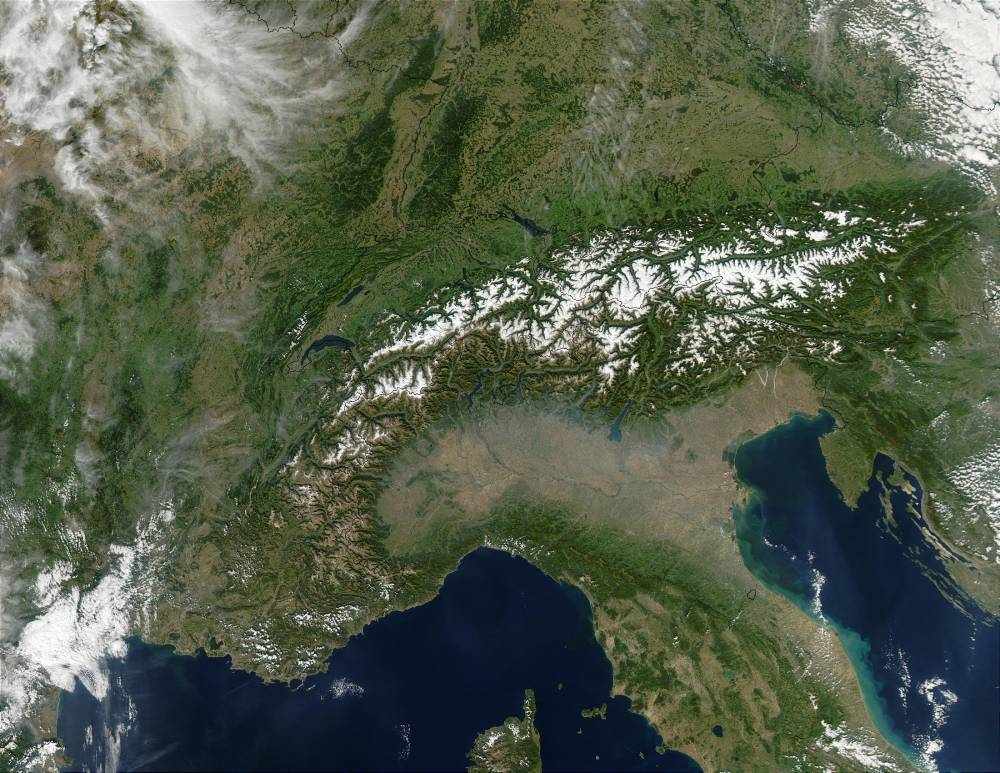
Foto de satèl·lit dels Alps. Aquests es van formar en el Cenozoic o Terciari.

- Precambrià o era arcaïca (4500 – 570 m.a.): durant aquest període van aparèixer els primers nuclis emergits. Els materials més representatius eren roques cristal·lines formades essencialment per roques ígnies i metamòrfiques.
- Paleozoic o era primària (570 - 230/215 m.a.): una de les principals particularitats és que tenen lloc dues fases orogèniques, la caledoniana a principis i l'herciniana a finals. Els tipus de roca són granítiques i gneis, a més de quarsites i, en menor proporció, arenisques i calcàries. Són els materials del sòcol antic.
- Mesozoic o era secundària (230/215 - 70/60 m.a.): era de calma tectònica on tindrà lloc l'acumulació de sediments, tant en les depressions de relleus orogènics a conseqüència de la seua erosió, com en les fosses oceàniques. Aquests sediments es transformaran en altre tipus de roca. Per això les roques més importants són les calcàries, com a conseqüència dels sediments marins, i les margues, argiles i arenisques a conseqüència de l'erosió de les existents.
- Cenozoic o Terciari (70/60 – 3 m.a.): existència de l'orogènia alpina, que és la responsable de la configuració de les serralades actuals. Aquesta tectònica alpina va possibilitar l'existència de relleus molt joves com a resultat del plegament dels materials que es van dipositar en el Mesozoic. La seua força orogènica també arriba a influir a materials plegats i transforma les orogènies anteriors.
- Quaternari (3 m.a. - actualitat): tenen lloc les glaciacions; també s'instal·la la xarxa fluvial i petits moviments tectònics.

## Clima d'Europa

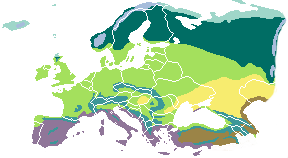
Biomes d'Europa i regions dels voltants:
tundra
tundra alpina
taigà
bosc montà
Bosc de fulla ampla temperat
Bosc mediterrani
Estepa temperada
Estepa seca

El climat d'Europa és de naturalesa temperada i continental amb un clima marítim que predomina a les costes occidentals i un clima mediterrani al sud. El continent europeu és una zona temperada en la seva major part. El seu clima no només varia de nord a sud sinó també d'oest a est a causa dels corrents d'aire polar marí i polar continental, i en menor mesura de les masses d'aire tropical marítima i tropical continental.
El clima europeu està fortament condicionat pel Corrent del Golf, el qual escalfa la regió occidental europea a uns nivells molts més alts que a latituds similars en altres continents. L'Europa occidental és oceànica, mentre que l'Europa occidental és més continental i més àrida. A l'Europa occidental es distingeixen quatre estacions, mentre que l'Europa meridional té una estació seca i una estació humida. El sud d'Europa és calent i relativament sec durant els mesos d'estiu, aquesta aridesa augmenta cap al sud. La pluviometria europea més alta ocorre als Alps. Hi ha tornados i mànegues.

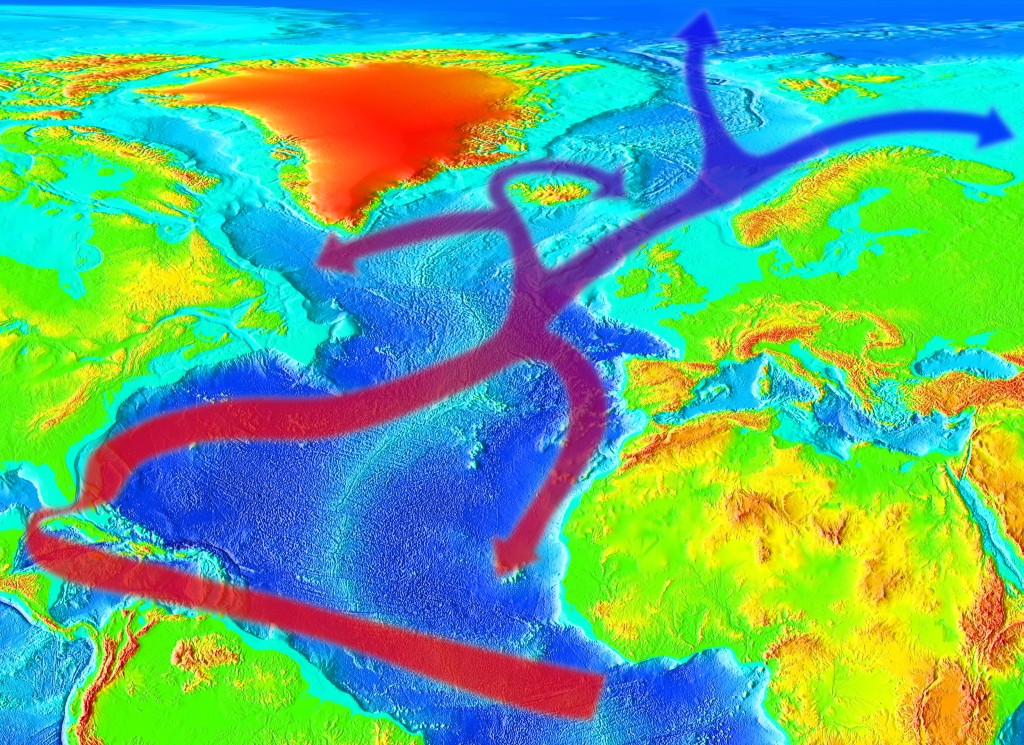
Gràfic del Corrent del Golf i les seves branques

El Clima d'Europa és suau comparat amb altres zones del món a la mateixa latitud per la gran influència del corrent del Golf. Aquest corrent fa que Europa sigui més càlida i humida del que correspondria a la seva situació geogràfica. Les parts occidentals dels continents de la terra també són més càlides que les parts orientals.
Sobre el total anual, la pluviometria al llarg d'Europa és afavorida dins dels Alps i d'Eslovènia cap al sud en direcció a la costa occidental de Grècia. Hi ha un altre màxim de precipitació a l'oest de Geòrgia (Caucas), nord-oest de la península Ibèrica, oest de Gran Bretanya i oest de Noruega. Els vents de l'oest que predominen a Europa, en passar per grans masses d'aigua, originen aquests màxims pluviomètrics en arribar a les zones costaneres. Als Alps la major part de la precipitació cau entre març i novembre. A les zones de clima Mediterrani d'Europa l'estació més plujosa va, generalment, d'octubre a març. La pluja àcida afecta sobretot de Polònia a Escandinàvia.
Les temperatures hivernals generalment davallen de nord cap a sud i de les zones litorals cap a l'interior on es deixa sentir la continentalitat. Almeria, Alacant i Màlaga són les ciutats europees (de més de 100.000 habitants) amb un hivern més càlid. Sevilla és la ciutat europea amb els estius més càlids (temperatura mitjana de les màximes del mes de juliol de 35,3 °C).

## Vegetació

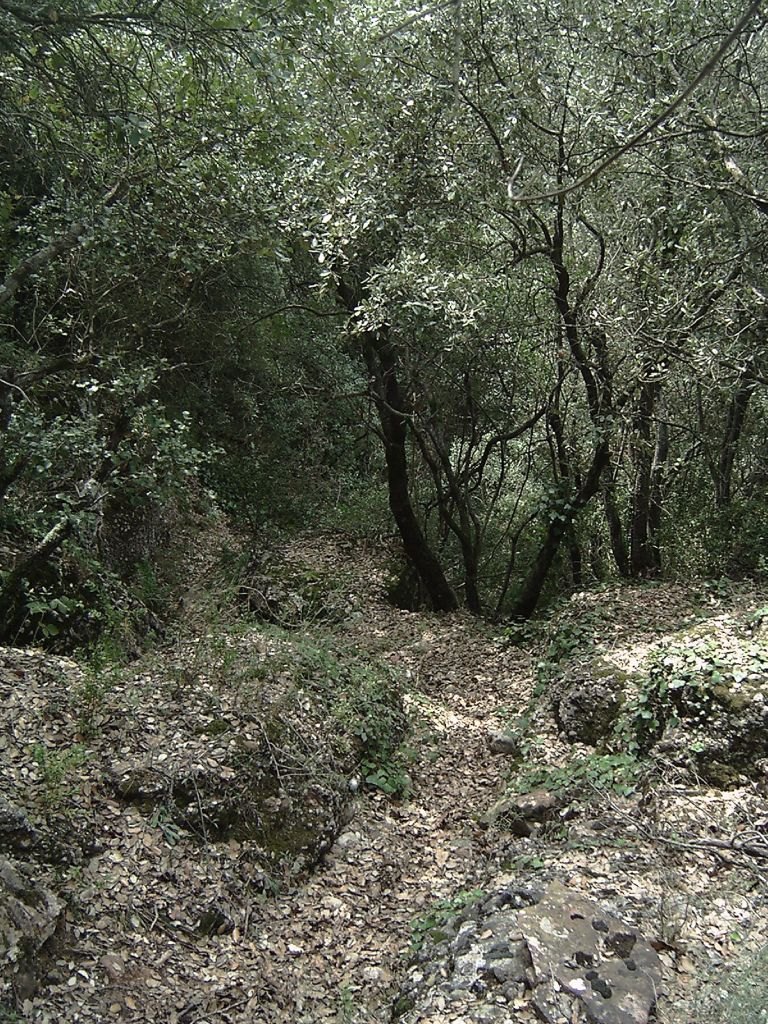
Alzinar al Parc Natural de Sant Llorenç del Munt i l'Obac.

La zona de vegetació més gran d'Europa, que divideix la meitat del continent des de l'Atlàntic fins als Urals, és un cinturó d'arbres de fulla caduca i coníferes: roures, arç, oms barrejats amb pins i avets.
Les regions àrtiques de l'Europa septentrional i els vessants superiors de les seves muntanyes més altes es caracteritzen per una vegetació de tundra, constituïda fonamentalment per líquens, arbusts i flors salvatges.
Les temperatures de l'interior de l'Europa septentrional, més suaus però encara fredes, creen un ambient favorable per al desenvolupament de coníferes com el pi, encara que també hi ha bedolls i àlbers.
La major part de la gran plana europea està coberta de prats.
Ucraïna es caracteritza per l'estepa, una regió plana i seca amb herbes curtes.
Les terres que estan prop del Mediterrani destaquen pels fruits d'alguns dels seus arbres i arbusts, especialment les olives, els cítrics, les figues i el raïm.

## Demografia

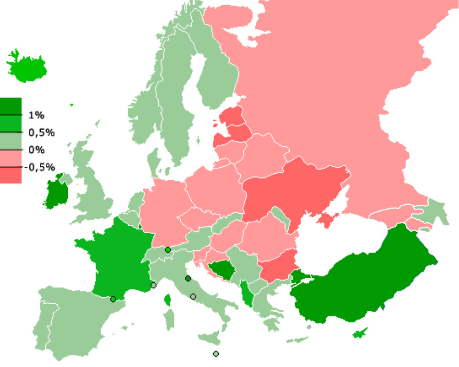
Augment/Declivi de la població europea

Tenint en compte a tot el continent europeu, i no solament dels estats membres de la Unió Europea, els temes actuals més importants citats pels científics experts en demografia europea són l'emigració de caràcter religiòs, la immigració il·legal, les tensions racials, un decrement marcat de la taxa de natalitat i una població envellida. En alguns estats, com ara la República d'Irlanda i Polònia, l'accés a l'avortament encara és limitat, mentre que s'ha estès per la resta dels estats. Tres estats (els Països Baixos, Bèlgica i Suïssa) han permès l'eutanàsia voluntària per algunes persones amb malalties terminals.
El 2010 la població d'Europa, estimada, era de poc més de 738 milions d'habitants, d'acord amb les Nacions Unides, poc més d'una novena part de la població mundial. Fa un segle, Europa tenia gairebé el 25% de la població mundial. La població d'Europa, encara que ha crescut durant els últims cent anys, ha crescut a taxes molt menors que a la resta del món (en especial a l'Àfrica i l'Àsia). D'acord amb la projecció poblacional de l'ONU, la població d'Europa caurà a 674 milions el 2050 i serà al voltant del 7% de la població mundial.

## Llengües

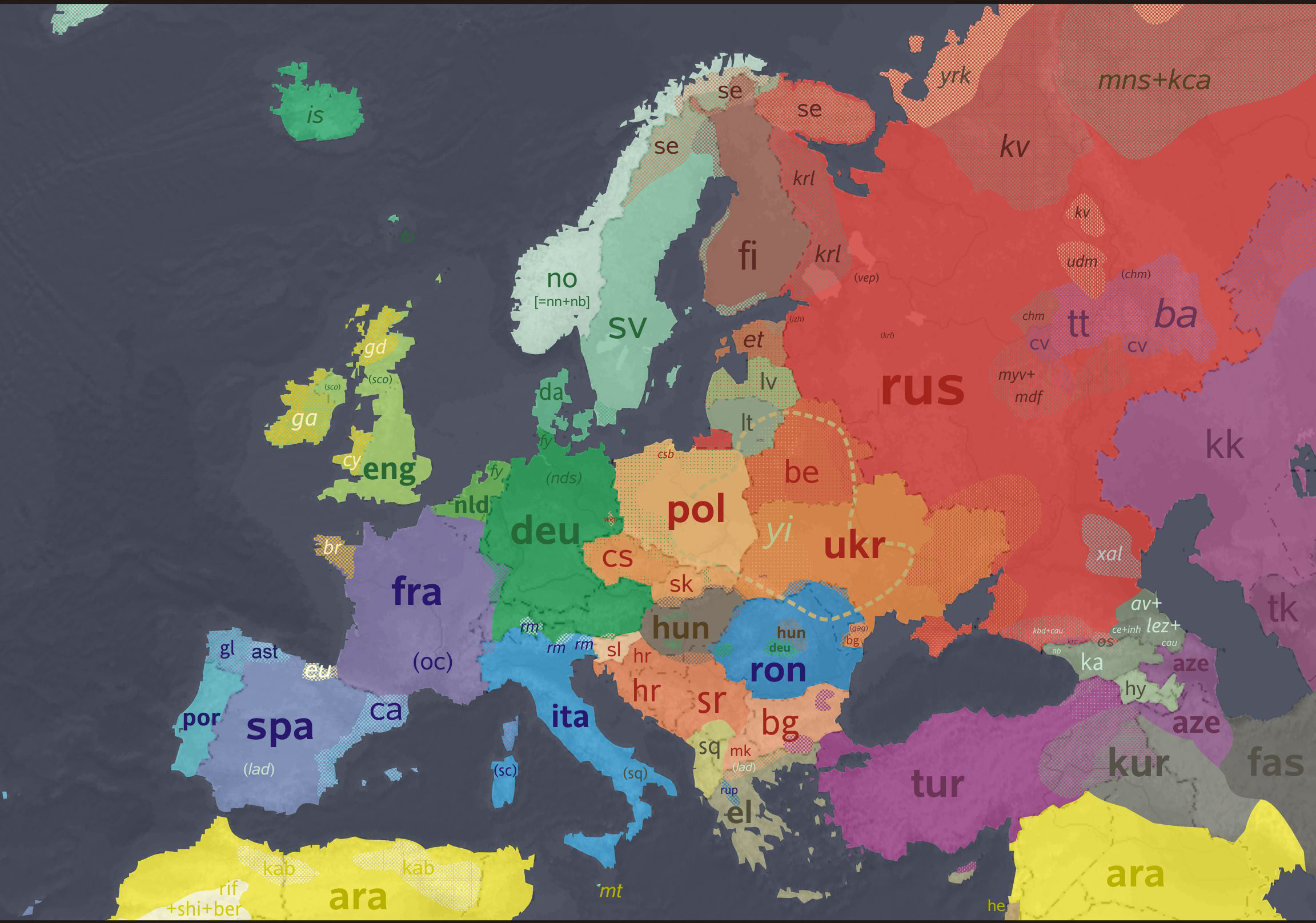
Mapa de les llengües d'Europa

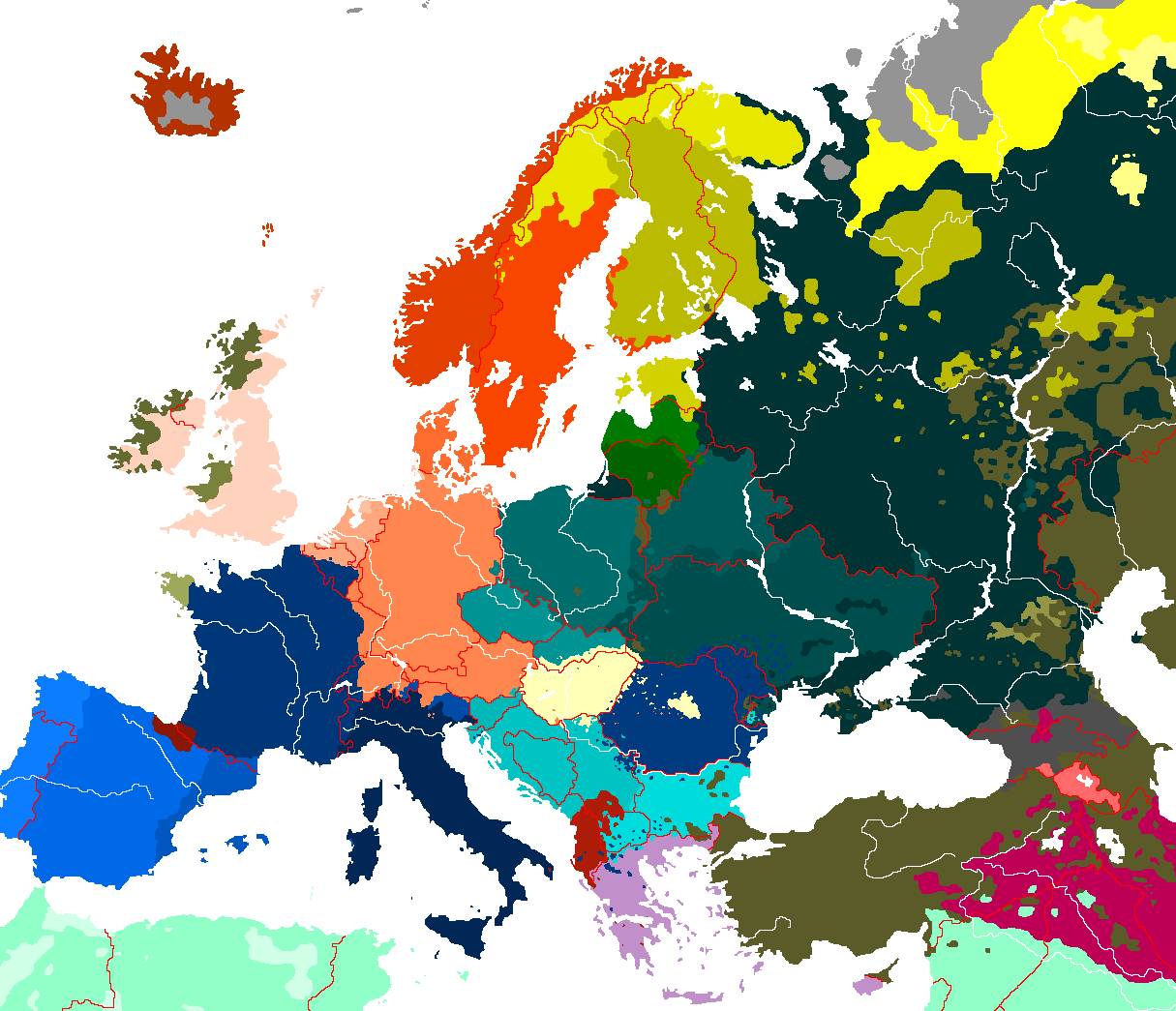
Distribució de llengües a Europa.

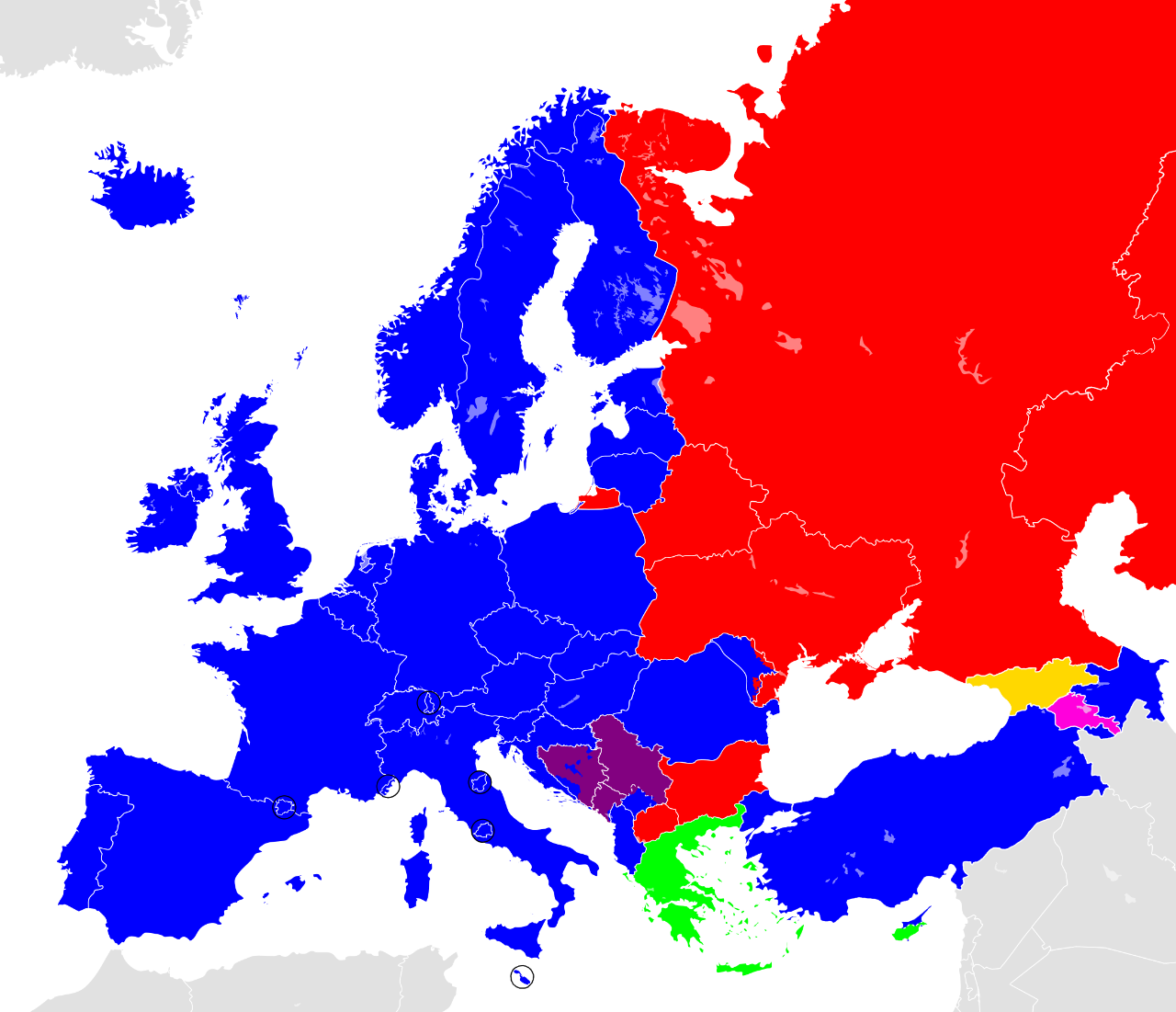
Les escriptures utilitzades a Europa::
alfabet llatí
alfabet ciríl·lic
alfabet grec
alfabet llatí i ciríl·lic
alfabet grec i llatí

Les llengües d'Europa són els idiomes parlats diàriament per les diferents comunitats establertes de manera permanent en el continent cultural i geogràfic europeu. L'estudi d'aquestes, el seu desenvolupament històric, els seus condicionants sociolingüístics i altres aspectes constitueixen en si mateix un camp de coneixement anomenat eurolingüística.
La gran majoria de les llengües europees es troben emparentades filogenèticament entre si, formant part de la família de llengües indoeuropees.
El Consell d'Europa, organització internacional que agrupa tots els estats europeus excepte Belarús, estimula la promoció de totes les llengües europees amb especial protecció de les llengües minoritàries o regionals, a través del tractat internacional denominat Carta Europea de les Llengües Regionals o Minoritàries. En aquesta, els estats que l'han ratificat defineixen els idiomes que es comprometen a protegir i en quin grau estan disposats a fer-ho.
La major part de les llengües d'Europa pertanyen a la superfamília indoeuropea. Tanmateix n'hi ha excepcions notables, com ara l'hongarès, l'estonià el finès i el sami, que pertanyen a les llengües uralianes, les diverses llengües caucàsiques i el basc, que no ha pogut ser emparentat amb cap altra llengua. Ultra les llengües dutes pels immigrants a les antigues grans potències colonials del continent, el maltès i el turc són dos exemples de llengües parlades a Europa que tenen un origen clarament no europeu.
Del grup indoeuropeu es parlen les llengües llatines, procedents del llatí: aragonès, asturlleonès, català, castellà, francès, gallec, italià, ladí, occità, sard, romanès, portuguès i romanx.
De les llengües germàniques destaquen l'anglès, el neerlandès, l'alemany, el frisó, el suec, el danès, el noruec, l'islandès i el feroès.
De les llengües eslaves el bosnià, el búlgar, el rus, el polonès, el txec, l'eslovac, el belarús, l'ucraïnès, el sòrab, el serbi, l'eslovè, el croat i el macedònic.
De les llengües cèltiques es parlen l'irlandès, el gaèlic escocès, el gal·lès, el bretó, el còrnic i el manx.
De les bàltiques el letó i el lituà i d'altres llengües indoeuropees cal destacar el grec, l'armeni i l'albanès.
Del grup de llengües ugro-fineses es parlen el finès, el lapó, l'estonià i l'hongarès.
Del grup de les turco-tàrtares, el turc i l'àzeri.
I altres llengües, com la basca, sense saber cap altra llengua de la seva família i llengües planificades o artificials, com l'esperanto (a tots els països europeus), l'ido, la interlingua i el volapük. Les deu llengües més parlades són el rus, l'alemany, el turc, el francès, l'anglès, el castellà, l'italià, el polonès, l'ucraïnès i el serbocroat. Tot i això, a Europa es parlen el 3% de totes les llengües del món.

## Religió a Europa

- La creença en Déu supera el 70% a Malta, Turquia, Xipre, Romania, Grècia, Portugal i Polònia, seguides molt a prop d'Itàlia i Irlanda.
- L'ateisme només supera el 30% a Suècia, França i a la República Txeca, seguides de prop per Bèlgica, Estònia i els Països Baixos.

La religió a Europa ha tingut una gran influència en l'art, la cultura i la filosofia d'aquest territori. La religió més antiga, entre les practicades actualment, amb més d'un mil·lenni i mig d'història és el cristianisme. Només tres països a l'Europa del Sud-est tenen majoria musulmana, mentre que dos països més amb majoria musulmana són en part dins el territori europeu tot i que se solen localitzar a Àsia. D'altres religions minoritàries rellevants són el judaisme.